# Du Phi Hồng
Du Phi Hồng (chữ Hán: 俞飞鸿, Yu Feihong; tên tiếng Anh: Faye Yu; sinh ngày 15 tháng 01 năm 1971) là một diễn viên, đạo diễn và nhà sản xuất phim, được biết đến nhiều nhất trong vai Kim Hồng Tiên Tử Dương Diễm trong Tiểu Lý phi đao.

## Tiểu sử
Khi 8 tuổi Du Phi Hồng đóng một vai nhỏ trong phim điện ảnh Bamboo . Năm 1987, khi 16 tuổi bắt đầu  đóng vai chính đầu tay trong The Murderer and the Craven (凶手与懦夫). Năm 1991, khi đang theo học tại ở Học viện Điện ảnh Bắc Kinh, trường điện ảnh uy tín nhất Trung Quốc, Phi Hồng lọt vào mắt xanh của đạo diễn Vương Dĩnh và được mời tham gia bộ phim The Joy Luck Club, trở thành sinh viên đầu tiên trong lịch sử của trường được chọn vào một bộ phim của Hollywood. Mặc dù phải mất đến 3 tháng Phi Hồng mới làm được visa nhưng đạo diễn Vương vẫn quyết chờ đợi. Cô quay trở lại với Bắc kinh sau khi hoàn tất ghi hình, và trở thành giảng viên sau khi tốt nghiệp, sau đó lại tiếp tục sang Los Angeles du học trước khi quay trở về Trung quốc vào năm 1998 để tham gia bộ phim truyền hình Tay trong tay (牵手), bộ phim sau đó đã gây tiếng vang lớn. Phi Hồng tiếp tục thành công với bộ phim võ thuật của Viên Hòa Bình năm 1999, Tiểu Lý phi đao, một tác phẩm hợp tác sản xuất Lục địa-Đài Loan chuyển thể từ cuốn tiểu thuyết nổi tiếng cùng tên.
Từ năm 2005 đến 2008, Phi Hồng chỉ tham gia một bộ phim điện ảnh duy nhất là Ngàn năm khấn nguyện, bộ phim nhanh chóng đưa cô trở về Mỹ và tái hợp với đạo diễn Vương. Bộ phim giành giải  Vỏ sò vàng tại Liên hoan phim quốc tế San Sebastián lần thứ 55 năm 2007. Phi Hồng dành hầu hết những năm sau đó cho Ái hữu lai sinh (愛有來生), bộ phim do chính cô biên kịch (dựa trên cuốn tiểu thuyết), đóng vai chính, đạo diễn, và sản xuất. Bộ phim thất bại ở phòng vé Trung quốc, nhưng đã mang về giải thưởng Đạo diễn mới Xuất sắc tại Liên hoan phim Sinh viên Bắc kinh.

## Sự nghiệp điện ảnh

### Điện ảnh
| Năm  | Tên                                    | Tên gốc      | Vai                      | Ghi chú |
| ---- | -------------------------------------- | ------------ | ------------------------ | --- |
| 1980 | Bamboo                                 | 竹           | Trúc Diệp                | |
| 1982 |                                        | 闪光的彩球   |                          | Cameo |
| 1987 | The Murderer and the Craven            | 凶手与懦夫   | Trần Tiểu Phân           | |
| 1987 | Love in Beijng                         | 爱在北京     | Thiến tiểu thư           | |
| 1990 | Working Girls in Special Economic Zone | 特区打工妹   | Xuân Hoa                 | [ 3 ] |
| 1991 | Đi theo gió                            | 随风而去     | N/a                      | |
| 1993 | Câu lạc bộ Hỷ Phúc                     | 喜福会       | Doanh Doanh              | |
| 1993 | Being Bastards                         | 北京杂种     | Mao Mao                  | |
| 1994 | Thiên Địa                              | 天与地       | Ổ Quân                   | |
| 1995 | Superfights                            | Superfights  | Sally                    | |
| 1999 | Dream house                            | 梦幻田园     | Lôi An An                | |
| 1999 | Something about secret                 | 说出你的秘密 | Bạn cùng lớp             | Cameo |
| 2001 | X-ROADS                                | 新十字街头   | Mai Thanh                | |
| 2001 | Bắc Kinh nhạc dữ lộ                    | 北京乐与路   | Thiến tiểu thư           | |
| 2007 | Ngàn năm khấn nguyện                   | 千年敬祈     | Yilan                    | |
| 2009 | Ái hữu lai sinh                        | 爱有来生     | Mạc Tử Ngọc, A Cửu       | Đồng thời là biên kịch, đạo diễn, nhà sản xuất Đoạt giải Đạo diễn mới xuất sắc tại Liên hoan phim Sinh viên Bắc Kinh |
| 2010 | Tính yêu tuyệt vời                     | 爱出色       |                          | Cameo |
| 2014 | The Galaxy on Earth                    | 天河         | Chu Hiểu Đan             | [ 4 ] |
| 2014 | Chuyến tàu định mệnh                   | 太平轮       | Bà Cố                    | |
| 2015 | Chuyến tàu định mệnh 2                 | 太平轮·彼岸  | Bà Cố                    | |
| 2016 | Đêm giao thừa của lão Lý               | 过年好       | Cộng sự của Lý Dương Đóa | Cameo |
| 2017 | Ngộ Không kỳ truyện                    | 悟空传       | Thiên Tôn                | |
| 2019 | Wish you were here                     | 在乎你       | Viên Nguyên              | |
| 2021 | Bác sĩ Trung Quốc                      | 中国医生     | Lâm Trung Lộ             | |
| 2021 | Lư hương đầu tiên                      | 第一炉香     | Bà Lương                 | |
|      | Không có tình yêu nào khác             | 没有别的爱   | Đạm Di Oanh              | |

### Truyền hình
| Năm  | Tên                                    | Tên gốc        | Vai diễn         | Ghi chú                                         |
| ---- | -------------------------------------- | -------------- | ---------------- | ----------------------------------------------- |
| 1991 |                                        | 日光港的故事   | N/a              |                                                 |
| 1998 |                                        | 浪子大钦差     | Công chúa        |                                                 |
| 1999 | Tother, life and death                 | 生死同行       | Thư Văn Tĩnh     |                                                 |
| 1999 | Tay trong tay                          | 牵手           | Vương Thuần      | Đề cử Nữ diễn viên xuất sắc nhất Giải Phi thiên |
| 1999 | Tiểu Lý phi đao                        | 小李飞刀       | Dương Diễm       |                                                 |
| 2000 | Loạn thế đào hoa                       | 乱世桃花       | Liễu Nhứ         |                                                 |
| 2001 | Vì yêu                                 | 因为爱你       | Đỗ Lệ Cẩn        |                                                 |
| 2001 | Tam thiếu gia                          | 三少爺的劍     | Mộ Dung Thu Địch |                                                 |
| 2001 |                                        | 人生有梦       | Trần Lỗ Nghệ     |                                                 |
| 2001 | Vó Ngựa Tây Phong                      | 策马啸西风     | Cao Ngọc Hàn     |                                                 |
| 2002 | Bóng đá Trung Quốc                     | 中国足球       | Lan Tân          |                                                 |
| 2003 | Danh gia vọng tộc 2                    | 大宅门2        | Ngô Anh Ngọc     |                                                 |
| 2003 |                                        | 军港之夜       | Hạ Hải Vân       |                                                 |
| 2004 |                                        | 香气迷人       | Vu Tô            |                                                 |
| 2004 |                                        | 正义令天下     | Chung Tử Oanh    |                                                 |
| 2004 | Vô ưu công chúa                        | 无忧公主       | Phan Ấu Địch     |                                                 |
| 2005 | Đại Minh thiên tử                      | 大明天子       | Từ Diệu Vân      |                                                 |
| 2005 |                                        | 风吹云动星不动 | Ngân Hạnh        |                                                 |
| 2005 | Tạm biệt em yêu anh                    | 我爱你，再见   | Hà Đan           | Đồng thời là nhà sản xuất và hát nhạc phim      |
| 2011 | Nam nhân bang                          | 男人帮         | Sa Lị            |                                                 |
| 2014 | Đại trượng phu                         | 大丈夫         | Cố Hiểu Nham     |                                                 |
| 2014 | Đại Nam Thiên                          | 大南迁         | Lợi Tẩu          |                                                 |
| 2014 | Thương gia Đại Thanh                   | 大清盐商       | Tiêu Văn Thục    |                                                 |
|      | Thân phận của phụ thân                 | 父亲的身份     | Trịnh Dực        |                                                 |
| 2016 | Lấy chồng trẻ                          | 小丈夫         | Diêu Lan         |                                                 |
| 2017 | Chiến trường phương Đông               | 东方战场       | Tống Mỹ Linh     |                                                 |
| 2017 |                                        | 幸福的季节     | Tiên nữ, Tần Cầm |                                                 |
| 2020 | Ái chi sơ                              | 爱之初         | Tạ Kiều          | Tên khác: Cô dâu Tây                            |
| 2021 | Cảnh sát hình sự: Hành động hải ngoại. | 刑警之海外行动 | Thi Nhã Nam      |                                                 |
|      |                                        | 风雨送春归     | Hứa Doanh        |                                                 |

## Âm nhạc

### Single
| Tên                                | Phát hành | Loại                               |
| ---------------------------------- | --------- | ---------------------------------- |
| Anh phải đi bâu lâu (你还要走多久) | 2005      | Nhạc cuối phim Tạm biệt em yêu anh |

## Giải thưởng
| Năm  | Lễ trao giả | Hạng mục                                                                                  | Tác phẩm                               | Kết quả   | Ghi chú |
| ---- | --- | ----------------------------------------------------------------------------------------- | -------------------------------------- | --------- | ------- |
| 1987 | | Công dân danh dự và đại sứ thiện chí của Houston, Texas                                   | Câu lạc bộ Hỷ Phúc                     | Danh hiệu |         |
| 1993 | Liên hoan phim quốc tế Tokyo                                                                                     | Phim châu Á                                                                               | Beijing Bastards                       | Đoạt giải |         |
| 1998 | Giải Phi thiên                                                                                                   | Nữ diễn viên xuất sắc nhất                                                                | Tay trong tay                          | Đề cử     |         |
| 2000 | Tin tức truyền hình Trung Quốc                                                                                   | Nữ diễn viên chính xuất sắc nhất do khán giả bình chọn                                    |                                        | Đoạt giải |         |
| 2007 | Liên hoan phim quốc tế San Sebastian lần thứ 55                                                                  | Vỏ sò vàng                                                                                | Ngàn năm khấn nguyện                   | Đoạt giải |         |
| 2007 | Văn học Nghệ thuật Lỗ Tấn lần thứ 4                                                                              | Phim xuất sắc                                                                             | Working Girls in Special Economic Zone | Đoạt giải | [ 6 ]   |
| 2009 | Liên hoan phim quốc tế Locarno                                                                                   | Giải đăc biệt                                                                             |                                        | Đoạt giải | [ 7 ]   |
| 2009 | Bộ Phát thanh, Điện ảnh và Truyền hình Trung Quốc                                                                | Giải Phim xuất sắc                                                                        | Working Girls in Special Economic Zone | Đoạt giải |         |
| 2010 | | Cỗ vũ nhân vật hàng năm                                                                   |                                        | Đoạt giải |         |
| 2010 | Liên hoan phim quốc tế Singapore                                                                                 | Giải thưởng của ban giám khảo                                                             |                                        | Đoạt giải |         |
| 2010 | Liên hoan phim sinh viên Đại học Bắc Kinh lần thứ 17                                                             | Giải thưởng ra mắt xuất sắc nhất                                                          | Ái hữu lai sinh                        | Đoạt giải | [ 8 ]   |
| 2010 | Liên hoan phim Băng tuyết Cáp Nhĩ Tân                                                                            | Tiết đồng lâm                                                                             | Working Girls in Special Economic Zone | Đoạt giải |         |
| 2010 | Bộ Phát thanh, Điện ảnh và Truyền hình Trung Quốc                                                                | Giải thưởng Chính phủ Phim xuất sắc của Bộ Phát thanh, Điện ảnh và Truyền hình Trung Quốc | Working Girls in Special Economic Zone | Đoạt giải |         |
| 2014 | Quốc kịch thịnh điển                                                                                             | Nữ diễn viên có khả năng diễn xuất                                                        |                                        | Đoạt giải | [ 9 ]   |
| 2015 | Diễn viên xuất sắc của Truyền hình Trung Quốc                                                                    | Nữ diễn viên xuất sắc                                                                     |                                        | Đoạt giải |         |
| 2017 | Kỷ niệm 10 năm ngày thành lập ấn phẩm SELF của Trung Quốc - triển lãm nghệ thuật tinh thần nữ đương đại ánh sáng | Giải thưởng tinh thần phụ nữ SELF "Trí tuệ"                                               |                                        | Đoạt giải | [ 10 ]  |
| 2018 | Lễ trao giải thường niên lần thứ 15 của MAHB                                                                     | Diễn viên có ảnh hưởng nhất trong năm                                                     |                                        | Đoạt giải | [ 11 ]  |